# Heliophryidae
Famille
Les Heliophryidae sont une famille de Ciliés de la classe des Kinetofragminophora et de l’ordre des Suctorida.

## Étymologie
Le nom de la famille vient du genre type Heliophrya, dérivé du grec ancien ηλιος / helios, « soleil »,
, et de οφρύς / ophrýs, « sourcil ».

## Description
Selon Lynn, les Heliophryidae sont de taille petite à moyenne. Leur trophont est aplati latéralement ou rarement en forme de sac. Ils ont une lorica ou stylotheca, tectineuse ; des tentacules, claviformes, disposés en fascicules ; un macronoyau, ellipsoïde, rubané ou ramifié ; un micronoyau ; généralement plusieurs vacuoles contractiles.

## Habitat et répartition
Les Heliophryidae vivent dans des habitats d'eau douce, librement dans le périphyton, ou comme ectocommensaux sur des invertébrés.
Selon GBIF (17 mai 2023), cette famille est largement répartie sur le globe principalement en milieu marin.

## Liste des genres
Selon GBIF (17 mai 2023) :
- Heliophrya Saedeleer & Tellier, 1933
  - Synonymes[3] : 
    - Synonyme objectif : Platophrya Gönnert 1935
    - Synonymes subjectifs : Craspedophrya Jankowski 1981 ; Paraheliophrya , Jankowski, 1978

  - Espèce type : Heliophrya collini Saedeleer & Tellier, 1933
  - Synonyme : Heliophrya rotunda (Hentschel, 1916) Matthes, 1954
- Sphaeracineta Jankowski, 1987

Selon Lynn (2008) et Mingzhen Ma et ses collaborateurs (2021) :
- Cyclophrya Gönnert, 1935
- Heliophrya Saedeleer & Tellier, 1930

## Systématique
Le nom valide de ce taxon est Heliophryidae Corliss, 1979.
À la suite d'analyses génétiques Mingzhen Ma et ses collaborateurs (2021) proposent :
- de classer le genre Heliophrya dans l'ordre des Endogenida ;
- de classer le genre Cyclophrya dans l'ordre des Evaginogenida.

Ces deux ordres reconnus par The Taxonomicon, ne le sont pas dans la base GBIF.